# Kvasikristall
| Kvasikristall av holmium-magnesium-zink och legeringens elektrondiffraktionsmönster; båda visar 5-faldig rotationssymmetri. |  | Kvasikristall av holmium-magnesium-zink och legeringens elektrondiffraktionsmönster; båda visar 5-faldig rotationssymmetri. |
| Kvasikristall av holmium-magnesium-zink och legeringens elektrondiffraktionsmönster; båda visar 5-faldig rotationssymmetri. |  | |

Kvasikristaller är material med atomstrukturer som ger upphov till diskreta toppar i röntgendiffraktion utan att de har en periodisk kristallstruktur. De upptäcktes experimentellt av Dan Shechtman 1984, som för detta tilldelades Nobelpriset i kemi år 2011. Ett teoretiskt exempel av detta i två dimensioner är Penrosetessellation.